# Leon Sguros
Leon Sguros (zm. 1210) – (w terminologii łacińskiej: Asgur) władca niezależnego państewka w Attyce, Beocji i północno-wschodnim Peloponezie w latach 1200–1205.

## Życiorys
Leon Sguros był archontem w Nauplii, w 1198 roku pełnił funkcję poborcy podatków w Attyce. Obserwując sukcesy buntowników – dowódców cesarskich na północy Grecji – tworzących na terytorium Cesarstwa niezależne od Konstantynopola własne państwa: Dobromira Chryza w Macedonii, Manuela Kamytzesa w Tesalii, bojara Iwanki w Tracji, podjął w 1200 roku działania zmierzające do stworzenia własnego państwa. Wykorzystał rozruchy w Tesalii, które przecięły łączność pomiędzy Peloponezem a Konstantynopolem i wyruszywszy z Nauplii – podporządkował sobie pobliskie Argos – zabijając miejscowego biskupa. W 1202 roku zdobył Korynt, metropolita Mikołaj schronił się za murami górującej nad Koryntem twierdzy. Ostatecznie też został zgładzony, a Akrokorynt znalazł się w rękach Sgurosa. Opanował również wyspę Eginę skąd przy pomocy miejscowej ludności przygotował atak na Ateny. Zajął Attykę i Beocję, oparł mu się natomiast zarządzający Atenami biskup Michał Choniates. Wysłana przez cesarza w latach 1202 - 1203 ekspedycja przeciw Sgurosowi, dowodzona przez Michała Stryfnosa, nie odniosła większych sukcesów. Po zdobyciu Konstantynopola przez krzyżowców w kwietniu 1204 roku, Sguros poszerzył swoje państwo zajmując Tesalię. Jesienią na jego dworze w Tebach schronił się zbiegły z Tesaloniki ekscesarz Aleksy III Angelos z córką.
Niedługo potem Sguros wycofał się bez walki z Tesalii przed przeważającymi siłami krzyżowców dowodzonych przez Bonifacego z Montferratu. Sgurosowi nie udało się również utrzymać Beocji i Attyki, które znalazły się w rękach krzyżowców. Do niewoli dostał się wtedy Aleksy III. Sguros zamknął się w twierdzy korynckiej. Wiosną następnego roku krzyżowcy oblegli Korynt i Nauplię, kładąc kres państwu Leona Sgurosa. Tesalia została wcielona do utworzonego przez Bonifacego z Montferratu Królestwa Tesaloniki, pozostałe ziemie Bonifacy przekazał Ottonowi de la Roche. Utworzone przez niego w Attyce, Beocji i w północno-wschodnim Peloponezie Księstwo Aten miało przetrwać do połowy XV wieku.
Sguros utrzymał się w Akrokoryncie do swej śmierci w 1210 roku. Nauplia została zdobyta w 1212 roku.